# Courcelles-lès-Montbéliard
Courcelles-lès-Montbéliard är en kommun i departementet Doubs i regionen Bourgogne-Franche-Comté i östra Frankrike. Kommunen ligger i kantonen Audincourt som tillhör arrondissementet Montbéliard. År 2022 hade Courcelles-lès-Montbéliard 1 387 invånare.

## Befolkningsutveckling
Antalet invånare i kommunen Courcelles-lès-Montbéliard
Referens:INSEE